# Notocheiridae
Notocheiridae – monotypowa rodzina morskich ryb aterynokształtnych (Atheriniformes) obejmująca tylko jeden gatunek. Wcześniej zaliczano do niej indo-pacyficzny rodzaj Iso, który został wyodrębniony do rodziny Isonidae.

## Zasięg występowania
Przybrzeżne wody Chile.

## Cechy charakterystyczne
Brak pierwszej płetwy grzbietowej. Na grzbietowej stronie ogona nie występują kostne kolce.

## Klasyfikacja
Do rodziny zaliczany jest rodzaj:
- Notocheirus